# Obwód sandomierski
Obwód sandomierski – jednostka terytorialna Królestwa Polskiego, jeden z 39 wszystkich obwodów tzw. Kongresówki. Wchodził w skład województwa sandomierskiego (1816–1838), a następnie guberni sandomierskiej (1838–1842).
Pierwszym komisarzem był Ludwik Wierzbicki.
11 października 1842 przemianowany na powiat sandomierski (dotychczasowy powiat sandomierski przemianowano natomiast na okręg sandomierski).

## Podział terytorialny
- powiat sandomierski
- powiat staszowski